# Intérieur, bocal de poissons rouges
Intérieur, bocal de poissons rouges est un tableau peint par Henri Matisse en 1914. Cette huile sur toile représente un intérieur parisien comprenant un bocal devant une fenêtre donnant sur la Seine. Elle est conservée au musée national d'Art moderne, à Paris.